# Akita University
Akita University (jap. 秋田大学 Akita Daigaku; w skr. 秋大 Shūdai) – japońska uczelnia niepubliczna z uprawnieniami szkoły publicznej w mieście Akita, stolicy prefektury Akita.

## Historia
Uniwersytet został założony w 1949 w wyniku połączenia trzech szkół państwowych:
- górniczej (秋田鉱山専門学校, Akita Kōzan Semmon Gakkō, zał. w 1910, pierwszej tego rodzaju w Japonii, w oparciu o doświadczenia Technische Universität Bergakademie Freiberg)[1]
- dla nauczycieli (秋田師範学校, Akita Shihan Gakkō, zał. w 1878)
- gimnazjum dla przyszłych nauczycieli (秋田青年師範学校, Akita Seinen Shihan Gakkō, zał. w 1944).

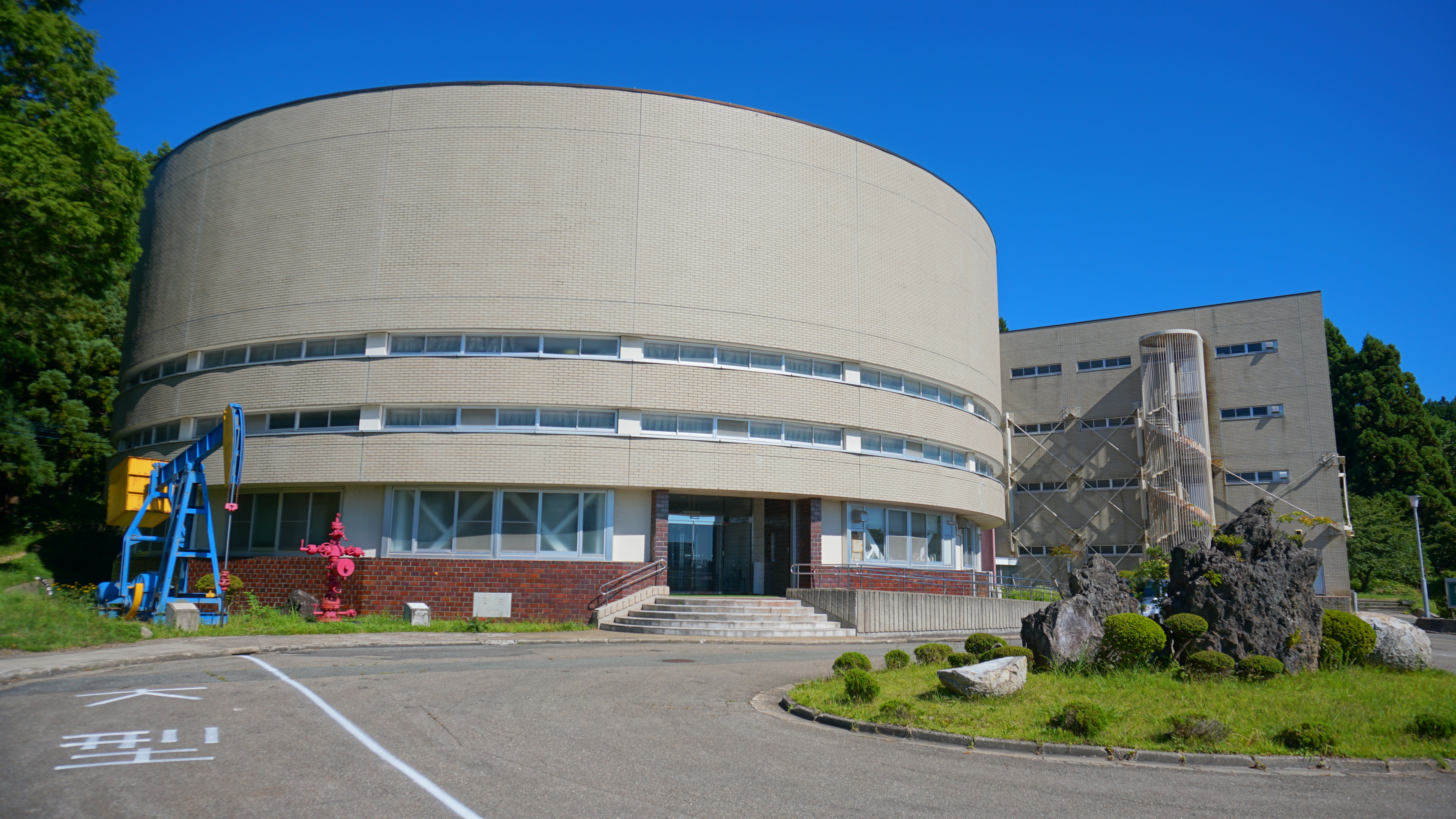
Uniwersyteckie muzeum górnictwa

Początkowo miał dwa wydziały: Faculty of Liberal Arts (później College of Education) oraz Mining College. W kwietniu 1965 powstała Graduate School of Mining and Engineering, w kwietniu 1970 School of Medicine, a 6 lat później Graduate School of Medicine. W 1989 założono Graduate School of Education oraz przyłączono do uczelni College of Allied Medical Science. W 1998 przekształcono College of Education w Faculty of Education and Human Studies, a Mining College w Faculty of Engineering and Resource Science. W październiku 2002 przekształcono College of Allied Medical Science w School of Health Sciences.
W kwietniu 2004, w ramach reformy organizacyjnej wszystkich uniwersytetów państwowych, podlegających Ministerstwu Edukacji, Kultury, Sportu, Nauki i Techniki (jap. 文部科学省 Monbu-kagaku-shō), polegającej na częściowej prywatyzacji, uczelnia otrzymała osobowość prawną „National University Corporation”. Dzięki tej zmianie każdy uniwersytet państwowy ma większą autonomię w stosunku do rządu, między innymi w sposobie wykorzystania budżetu oraz kwestiach personalnych. Uczelnie nie są już związane przepisami rządowymi i mogą same decydować o kierunkach swojego rozwoju.

## Niektóre wydziały
- Faculty of Education and Human Studies – utworzony w 1998 i zreorganizowany w 2014[5]
- Faculty of Medicine – utworzony w 1970[5]
- Faculty of Engineering Science – kolebką wydziału był, założony w 1910, Akita Mining College (obecna nazwa od 2014)[6]
- Faculty of International Resource Sciences – zajmuje się głównie problemami związanymi z zasobami naturalnymi w Japonii i na świecie[7].